# Pierre Mauger (homme politique, 1926-2002)
Pour les articles homonymes, voir Pierre Mauger et Mauger.
Pierre Louis Mauger, né le 24 octobre 1926 à Rânes (Orne) et mort le 2 mai 2002 à Alençon, est un homme politique français.

## Biographie
Dernier d'une fratrie de six, issu d'une lignée d'instituteurs, il est le fils d'Henri Mauger, directeur du cours complémentaire de garçons de Rânes et fondateur en 1920 de la « Société scolaire et post-scolaire d'éducation physique du cours complémentaire », et de Jeanne Hamard, institutrice, elle-même fille du précédent directeur de l'École primaire supérieure de Rânes. 
Il est devenu lui aussi instituteur. Il s'est également engagé politiquement et a exercé, dans l'Orne, diverses responsabilités d'élu. Maire socialiste du chef-lieu du département pendant deux mandats, il a marqué la cité alençonnaise dans les domaines de la culture (bibliothèque, musée des beaux-arts et de la dentelle), de l'environnement (centre piétonnier, parc urbain), du sport (gymnases) et de l'économie (zone industrielle).
Il a également fondé l'association Forages-Mali en 1983.
Il anime à partir de septembre 1989, Lionel Jospin étant alors ministre de l'éducation, deux groupes de travail sur la question des écoles rurales : une mission au sein du ministère de l'éducation nationale ainsi qu'un groupe interministériel réunissant outre ce ministère, l'agriculture, l'intérieur et l'aménagement du territoire. Toujours à la demande de Lionel Jospin, il accepte la charge d'une mission auprès du ministre de l'éducation nationale et de la culture en 1992. Sous sa direction est élaboré un rapport dénommé Agir ensemble pour l'école rurale. Il apporte sa contribution à l'instauration, positive selon lui, des regroupements pédagogiques intercommunaux, le sujet étant un brûlot dans ces années.

## Mandats
- Maire du Sap de 1965 à 1971
- Maire d'Alençon de 1977 à 1983 ; réélu au premier tour de 1983 à 1989[6]
- Président du district de l'Agglomération alençonnaise
- Conseiller général de l'Orne
- Vice-président du conseil régional de Basse-Normandie

## Publications
- Guide du citoyen et de l'élu. La gestion financière communale, 1985

## Hommage
- Une avenue d'Alençon porte son nom.
- Le sénateur de l'Orne Alain Lambert, son successeur à la mairie d'Alençon, dresse son éloge le jour de ses obsèques[7].